# Замойский, Адам Михал
Адам Михал Людвик Гонзага Марек Замойский (пол. Adam Michał Zamoyski, Adam Michał Ludwik Gonzaga Marek Zamoyski; 18 июня 1873 года, Подзамче — 23 октября 1940, Варшава) — граф, помещик, 2-й ординат на Козлувке (с 1923) военный, общественный и политический деятель.

## Биография
Представитель польского дворянского рода Замойских герба «Елита». Сын графа Станислава Анджея Костки Замойского (1820—1889) и Розы Каролины Марии Замойской, урожденной графини Потоцкой (1831—1890).
Во время Первой мировой войны корнет Лейб-Гвардейского уланского Его Величества полка (с 30 декабря 1914) и адъютант великого князя Николая Николаевича Младшего, впоследствии ротмистр кавалерии и флигель-адъютант последнего царя Николая II. Участвовал в создании Войска Польского во Франции и во время организации плебисцита на Вармии и Мазурах. Участник восстаний в Верхней Силезии.
В 1922 году он владел земельными поместьями площадью 13 660 га.
Основатель и президент многих организаций и ассоциаций, в том числе президент Союза польских ассоциаций в Республике Польша (1918—1924), президент Resursa Obywatelska, президент Варшавского общества гребцов, вице-президент Государственной лиги противовоздушной обороны, президент Ассоциации гимнастических обществ «Сокол» в Польше (1923—1936), президент Международной федерации гимнастики (1935—1940), вице-президент Ассоциации славянских соколов.

## Семья
16 сентября 1897 года Адам Михал Замойский женился на графине Марии Пелагее Юзефы Потоцкой (24 июня 1878 — 9 января 1930), дочери графа Константа Юзефа Потоцкого (1846—1909) и графини Иоанны Матильды Людвики Потоцкой (1851—1928). У супругов было трое детей:
- Александр Лешек Замойский (18 июня 1898 — 28 августа 1961), женат с 1925 года на Ядвиге Бжозовской (1908—1998)
- Михал Замойский (10 января 1901 — 25 января 1957), женат с 1926 года на Марии Бжозовской (1902—1982), старшей сестре Ядвиги
- Хелена Янина Замойская (5 декабря 1902 — 28 октября 1965), муж с 1922 года Зигмунд Мариан Владислав Диыгат (1894—1907)

## Награды
- Крест Храбрых
- Силезский крест на ленте Доблести и Заслуги
- Почетный знак 1-го Первого польского легиона в России
- Знак 1-го Польского корпуса в России (№ 2714)
- Окопный жертвенный знак (№ 1216)
- Значок мечей Халлера
- Орден Святого Владимира 4-й степени с мечами и бантом (Россия)
- Орден Святой Анны 2-й степени с мечами (Россия)
- Орден Святого Станислава II степени (Россия)
- Медаль за русско-японскую войну 1905 г. (Россия)
- Медаль Российского Красного Креста 1905 г. (Россия)
- Знак Российского Красного Креста (Россия)
- Офицерский крест Почетного легиона (Франция)
- Военный крест (Франция)
- Военный крест (Великобритания)
- Офицерский крест ордена Белого Орла с мечами (Сербия)
- Офицерский крест ордена Звезды с мечами (Румыния)
- Офицерский крест ордена Льва и Солнца (Персия)
- Большая лента ордена Портрета Государя (Персия)
- Большая лента ордена Святого Саввы (Югославия)
- Большая лента ордена «За гражданские заслуги» (Болгария)
- Командорский крест 1-й степени ордена Белой розы (Финляндия)